# Чиб'яншур
Чиб'яншу́р (рос. Чибьяншур) — присілок у складі Селтинського району Удмуртії, Росія.

## Населення
Населення — 3 особи (2010; 7 в 2002).
Національний склад станом на 2002 рік:
- росіяни — 86 %

## Урбаноніми[3]
- вулиці — Чиб'яншурська